# Phytomyza callianthemi
Phytomyza callianthemi är en tvåvingeart som beskrevs av Erich Martin Hering 1944. Phytomyza callianthemi ingår i släktet Phytomyza och familjen minerarflugor.
Artens utbredningsområde är Österrike. Inga underarter finns listade i Catalogue of Life.